# Kurt Kreuger
Kurt Kreuger, auch Knud Kreuger, Kurt Krüger (* 23. Juli 1916 in Michendorf, Brandenburg, Deutsches Reich; † 12. Juli 2006 in Los Angeles, USA) war ein US-amerikanischer Hollywood-Schauspieler deutscher Herkunft.

## Leben
Kurt Kreuger wurde in Michendorf bei Potsdam in eine wohlhabende Familie geboren und wuchs hauptsächlich in St. Moritz (Schweiz) auf. Zunächst begann er in London ein Studium der Volkswirtschaftslehre, zog aber schon bald nach New York und wechselte an der Columbia University zum Fach Medizin. Als er das Studium ohne Abschluss unterbrach, um sich lieber der Schauspielerei, zu widmen, strich ihm der Vater, ein erfolgreicher Geschäftsmann, jede weitere finanzielle Unterstützung. Zunächst arbeitete Kreuger 1939 in einem New Yorker Reisebüro und nahm parallel dazu Schauspielunterricht. Dann schloss er sich der Theatergruppe „Provincetown Players“ in Cape Cod (Massachusetts) an. Im Kriegsdrama Mystery Sea Raider stand er 1940 erstmals vor einer Filmkamera. 1941 beantragte er die US-amerikanische Staatsbürgerschaft.
Aufgrund seines Erscheinungsbildes – 1,90 Meter groß, blond, schlank – spielte er fortan oft in Kriegsfilmen während des Zweiten Weltkrieges feindliche, germanisch-arische NS-Offiziere. Als „hinreißend attraktiver Bösewicht vom Dienst“ musste er viele Male vor der Kamera sterben. Zugleich wurde Kreuger aber auch wegen seines guten Aussehens und seiner eleganten Rollen im Film beim Studio 20th Century Fox zum dritt-erfolgreichsten männlichen Pin-Up-Star, gleich hinter den Megastars Tyrone Power und John Payne. Kreugers erster wirklich erfolgreicher Filmauftritt war in Mademoiselle Fifi, einem 1944 gezeigten Streifen nach Guy de Maupassants Kurzgeschichten, der den Französisch-Preußischen Krieg thematisiert. Später beschwerte sich Kreuger immer häufiger über diese einseitige Typ-Festlegung. Als er einmal den Produzenten Darryl F. Zanuck um eine andersartige Rolle bat, antwortete Zanuck ihm vor Zeugen: „Warum so ungeduldig? Mit Ihrem Aussehen werden Sie erst als 50-Jähriger richtig gut sein.“
Eine von den sehr raren Ausnahmen, in denen Kreuger keine Nazirolle angeboten bekam, war der 1948er Kinofilm Die Ungetreue (Unfaithfully Yours), in dem er Rex Harrisons persönlichen Assistenten darstellte. Nach einer Auseinandersetzung um eine erneute einseitige Besetzung verließ Kreuger sein Studio. Er ging 1950 vorübergehend nach Europa zurück und trat in einigen deutschsprachigen Streifen auf. So spielte er 1953 neben Kristina Söderbaum, Hans Nielsen und Harald Juhnke in Veit Harlans Komödie Die Blaue Stunde. Doch nach einem schweren Verkehrsunfall 1955 in Paris ging er dann endgültig in die Vereinigten Staaten. Das Intermezzo im besiegten Deutschland wurde ihm in der von jüdischen Produzenten dominierten Hollywoodindustrie negativ angekreidet. Da ihm die Hauptrollen verweigert wurden, versuchte er, sich in markanten Nebenrollen zu behaupten. Auch deshalb wich er in den 1950er- und 1960er-Jahren auf Fernsehrollen in TV-Episoden aus. Seinen letzten Filmauftritt hatte Kreuger 1967 in The St. Valentine's Day Massacre. Insgesamt spielte Kurt Kreuger in 53 Filmen mit.
Im Laufe seiner Karriere arbeitete er mit weltberühmten Stars wie Humphrey Bogart, Roberto Rossellini, Ingrid Bergman, Errol Flynn, Rex Harrison, Curd Jürgens, Robert Mitchum und Preston Sturges. Neben vielen anderen Ehrungen erhielt er in den 1960ern auch einen eigenen Stern auf dem „Hollywood Walk of Fame“ in Hollywood (1560 Vine Street).
Parallel zu seiner beachtlichen Schauspielerkarriere verschaffte sich Kreuger als erfolgreicher Immobilienmakler hohe Anerkennung. So investierte er seine Gagen in den Kauf zahlreicher sehr begehrter Luxushäuser in Beverly Hills. Vermietung bzw. Verkauf an Schauspielerkollegen und Produzenten erwirtschaftete ihm ein zusätzliches Millionenvermögen. Neben seinem Hauptwohnsitz, einer Villa in Beverly Hills (Kalifornien), erwarb der Kosmopolit als zweites Zuhause ein Chalet in der mondänen Wintersportgemeinde Aspen (Colorado). Hier frönte er jahrzehntelang seinem Lieblingssport, dem Abfahrt-Skilauf. Bis ins hohe Alter galt er als begeisterter Skifahrer. Zu seinen engsten Freunden zählten Tarzandarsteller Lex Barker, die Schauspielkollegin und Regisseurin Leni Riefenstahl sowie die deutschstämmigen Hollywood-Fotografen Frank Diernhammer (seit 1962) und Henning von Berg (seit 2002).
Kreuger blieb sein ganzes Leben lang Junggeselle. Circa 1970 stellt er den Asiaten Sam als Haushälter/Butler ein. Im konservativen Amerika führte derartiges Verhalten zu wilden Vermutungen. Eine gelegentlich angedichtete Ehe (sechs Jahre) mit einer europäischen Aristokratin und ein Sohn sind unbelegt, sehr unwahrscheinlich und gehören sicherlich in die Gerüchteküche der Boulevardpresse. Kurz vor seinem 90. Geburtstag starb Kurt Kreuger nach kurzer Krankheit im Krankenhaus Cedars-Sinai Medical Center in Los Angeles an einem  Herzschlag.

## Filmografie (Auswahl)
- 1940: Mystery Sea Raider
- 1941: Menschenjagd (Man Hunt)
- 1943: Auch Henker sterben (Hangman Also Die!)
- 1943: Aufstand in Trollness (Edge of Darkness)
- 1943: Sahara
- 1943: The Strange Death of Adolf Hitler
- 1944: None Shall Escape
- 1944: The Hitler Gang
- 1944: Mademoiselle Fifi
- 1945: Hotel Berlin
- 1945: Paris Underground
- 1946: Feind im Dunkel (The Dark Corner)
- 1948: Die Ungetreue (Unfaithfully Yours)
- 1950: Kronjuwelen
- 1951: Herzen im Sturm
- 1953: Die blaue Stunde
- 1954: Angst (La paura)
- 1957: Duell im Atlantik (The Enemy Below)
- 1958: Legion der Verdammten (Legion of the Doomed)
- 1958–1963: 77 Sunset Strip (Fernsehserie, fünf Folgen)
- 1959/1964: Perry Mason (Fernsehserie, zwei Folgen)
- 1961: Route 66 (Fernsehserie, Folge Effigy in Snow)
- 1964: Solo für O.N.K.E.L. (The Man from U.N.C.L.E.; Fernsehserie, Folge The Terbuf Affair)
- 1966: Was hast du denn im Krieg gemacht, Pappi? (What Did You Do in the War, Daddy?)
- 1967: Kobra, übernehmen Sie (Mission: Impossible; Fernsehserie, Folge A Cube of Sugar)
- 1967: Chicago-Massaker (The St. Valentine's Day Massacre)
- 1970: Mini-Max (Get Smart; Fernsehserie, zwei Folgen)
- 1975: Barnaby Jones (Fernsehserie, eine Folge)
- 1976/1977: Wonder Woman (Fernsehserie, zwei Folgen)
- 1978: The Paper Chase (Fernsehserie, Folge The Paper Chase)